# Children
Pour les articles homonymes, voir Children (homonymie).
Singles de Robert Miles
Fable
(1996)
Children est une chanson instrumentale de dream trance composée et produite par Robert Miles. Le single est extrait de son album studio Dreamland en 1995. Plus grand succès de Robert Miles, le titre s'est écoulé à cinq millions d'exemplaires et a atteint le top des ventes dans 18 pays. En France, le single reste 11 semaines n°1 au top 50 et s'écoule à plus de 600 000 exemplaires et est certifié disque de platine. Il a aussi permis de fonder un nouveau sous-genre de musique trance, la dream house.
Robert Miles a ensuite composé plusieurs versions de Children, qui a également été remixée par de nombreux DJs.

## Genèse
Selon Robert Miles, Children est avant tout une réponse émotionnelle aux photographies d'enfants victimes de la guerre que son père a ramené de son voyage humanitaire en ex-Yougoslavie en 1994. Ému par le sort de ces victimes, Miles s'est senti obligé de composer un morceau pour eux dès le lendemain. L'autre motivation de Robert Miles, inspiré par sa carrière de DJ, est de composer un morceau de clôture pour les DJ set qui permettrait de « calmer » les esprits des raveurs avant qu'ils ne retournent en voiture chez eux et ainsi réduire le nombre d'accidents de la route.

## Liste des pistes
| - CD single en France 1. Children (eat me edit) – 4:03 2. Children (dream radio) – 4:00 - CD maxi 1. Children (eat me edit) – 4:00 2. Children (dream version) – 7:30 3. Children (guitar mix) – 7:21 4. Children (message version) – 6:50 - CD maxi en Belgique et aux Pays-Bas 1. Children (radio edit) – 3:49 2. Children (dream version) – 7:30 3. Children (original mix) – 7:21 - CD maxi en France 1. Children (eat me edit) – 4:03 2. Children (dream radio) – 4:00 3. Children (dream club version) – 7:34 4. Children (original guitar mix) – 7:16 5. Children (message version) – 6:52 - CD maxi en Allemagne 1. Children (dream version) – 7:30 2. Children (original version) – 7:21 3. Children (message version) – 6:50 | - 12" maxi en Europe 1. Children (dream version) – 7:50 2. Children (original version) – 6:50 3. Children (message version) – 6:50 - 12" maxi au Royaume-Uni 1. Children – 7:30 2. Children (vocal mix) – 6:50 3. Children (guitar mix) – 7:21 - 12" maxi aux États-Unis 1. Children (full length mix) – 7:30 2. Children (radio edit) – 4:00 3. Children (guitar mix) – 7:21 4. Children (message version) – 6:50 - Cassette single 1. Children (eat me edit) – 4:00 2. Children (guitar mix) – 7:21 3. Children (eat me edit) – 4:00 4. Children (guitar mix) – 7:21 |

## Classements et certifications
| Classement (1995-1996)                            | Meilleure position |
| ------------------------------------------------- | ------------------ |
| Australie (ARIA)                                  | 5                  |
| Autriche (Ö3 Austria Top 40)                      | 1                  |
| Belgique (Flandre Ultratop 50 Singles)            | 2                  |
| Belgique (Wallonie Ultratop 50 Singles)           | 1                  |
| Canada (RPM)                                      | 21                 |
| Canada Dance (RPM)                                | 1                  |
| Danemark (Tracklisten)                            | 1                  |
| Pays-Bas (Nederlandse Top 40)                     | 3                  |
| Europe Eurochart Hot 100 Singles                  | 1                  |
| Finlande (Suomen virallinen lista)                | 1                  |
| France (SNEP)                                     | 1                  |
| Allemagne (Media Control Charts)                  | 1                  |
| Irlande (IRMA)                                    | 2                  |
| Italie (FIMI)                                     | 1                  |
| Nouvelle-Zélande (RMNZ)                           | 4                  |
| Norvège (VG-lista)                                | 1                  |
| Espagne (AFYVE)                                   | 1                  |
| Suède (Sverigetopplistan)                         | 1                  |
| Suisse (Schweizer Hitparade)                      | 1                  |
| Royaume-Uni (The Official Charts Company)         | 2                  |
| États-Unis U.S. Billboard Hot 100                 | 21                 |
| États-Unis U.S. Billboard Hot Adult Top 40 Tracks | 23                 |
| États-Unis U.S. Billboard Hot Dance Club Play     | 1                  |
| États-Unis U.S. Billboard Rhythmic Top 40         | 32                 |
| États-Unis U.S. Billboard Top 40 Mainstream       | 17                 |

| Classement annuel (1996)        | Position |
| ------------------------------- | -------- |
| Australie (ARIA)                | 32       |
| Autriche (Ö3 Austria Top 40)    | 4        |
| Belgique (Ultratop 50 Flanders) | 4        |
| Belgique (Ultratop 40 Wallonia) | 6        |
| Canada Dance (RPM)              | 1        |
| France (SNEP)                   | 7        |
| Pays-Bas (Dutch Top 40)         | 8        |
| Suisse (Schweizer Hitparade)    | 3        |
| États-Unis Billboard Hot 100    | 65       |

| Pays        | Certification | Date         | Ventes certifiés |
| ----------- | ------------- | ------------ | ---------------- |
| France      | Platine       | 1996         | 500,000          |
| Allemagne   | Platine       | 1996         | 500,000          |
| Norvège     | Platine       | 1996         | 40,000           |
| Suède       | Or            | 20 mai 1996  | 10,000           |
| Suisse      | Platine       | 1996         | 50,000           |
| Royaume-Uni | Platine       | 1 avril 1996 | 600,000          |

## Version de 4 Clubbers
Singles de 4 Clubbers
Someday
(2002)
Le groupe allemand 4 Clubbers a repris le titre en 2001 dans une version techno-trance, voire hard trance, qui est restée deux semaines en haut des Dance Charts allemands et a atteint la deuxième place des Dance Charts européennes. 

### Liste des pistes
1. "Children" (Club Radio Edit) - 3:38
2. "Children" (FB vs. JJ Radio Edit) - 3:28
3. "Children" (Club Mix) - 9:00
4. "Children" (Future Breeze vs. Junkfood Junkies Mix) - 7:49

### Classement par pays
| Classement (2001-2002)                    | Meilleure position |
| ----------------------------------------- | ------------------ |
| France (SNEP)                             | 72                 |
| France (Airplay)                          | 21                 |
| Allemagne (Media Control AG)              | 39                 |
| Pays-Bas (Single Top 100)                 | 47                 |
| Espagne (AFYVE)                           | 18                 |
| Suisse (Schweizer Hitparade)              | 86                 |
| Royaume-Uni (The Official Charts Company) | 45                 |

## Version de Jack Holiday et Mike Candys
Singles par Jack Holiday
Insomnia
(2010)
Singles par Mike Candys
Around the World
(2011) 2012 (If the World Would End)
(2012)
En 2012, les DJs suisse Jack Holiday et Mike Candys reprennent la chanson.

### Liste des pistes
1. "Children" (Radio Edit) - 3:07
2. "Children" (Christopher S Radio Edit) - 3:08
3. "Children" (Original Higher Level Mix) - 5:00
4. "Children" (Christopher S Remix) - 5:35
5. "Children" (Mike'N'Jack Club Mix) - 4:56
6. "Children" (Steam Loco Mix) - 4:57

### Classement par pays
| Classement (2012)               | Meilleure position |
| ------------------------------- | ------------------ |
| Belgique (Flandre Ultratip 100) | 54                 |
| Belgique (Wallonie Ultratip 50) | 22                 |
| France (SNEP)                   | 54                 |
| France (Airplay)                | 48                 |

## Autres reprises
Il existe de nombreuses autres reprises de Children.
Le DJ britannique Paul Oakenfold a aussi repris Children dans une version techno. Le morceau a été également repris par le groupe Tilt et par l'artiste italien Gianpiero en 2000. Dans tous les cas, Miles n'a aucun lien avec ces différentes reprises.
Angel City (un projet de Zentveld & Oomen) a repris Children, au début 2005,  sous le titre Do You Know (I Go Crazy) (avec les paroles de la chanson Do You Know de Michelle Gayle, chantées par Lara McAllen).
Dave Darell a repris en 2008, sous le titre Dhildreen. Simone Ades signe une reprise en 2010.
Le groupe Tokamadera a fait une reprise en bachata. Dj Paparazzi et Dj Rock signent eux un remix kizomba.